# Memorial a Alexander ll en el Kremlin
Monumento al emperador Alejandro II era un monumento en Moscú, realizado en estilo ruso por el arquitecto Nikolai Sultanov, el artista Pavel Zhukovsky y el escultor Alexander Opekushin . Inaugurado en 1898 cerca del Pequeño Palacio Nikolaevsky en la ladera de la colina Borovitsky, frente al río Moscú . Fue desmantelado por los bolcheviques en 1918-1928  .

## Historia

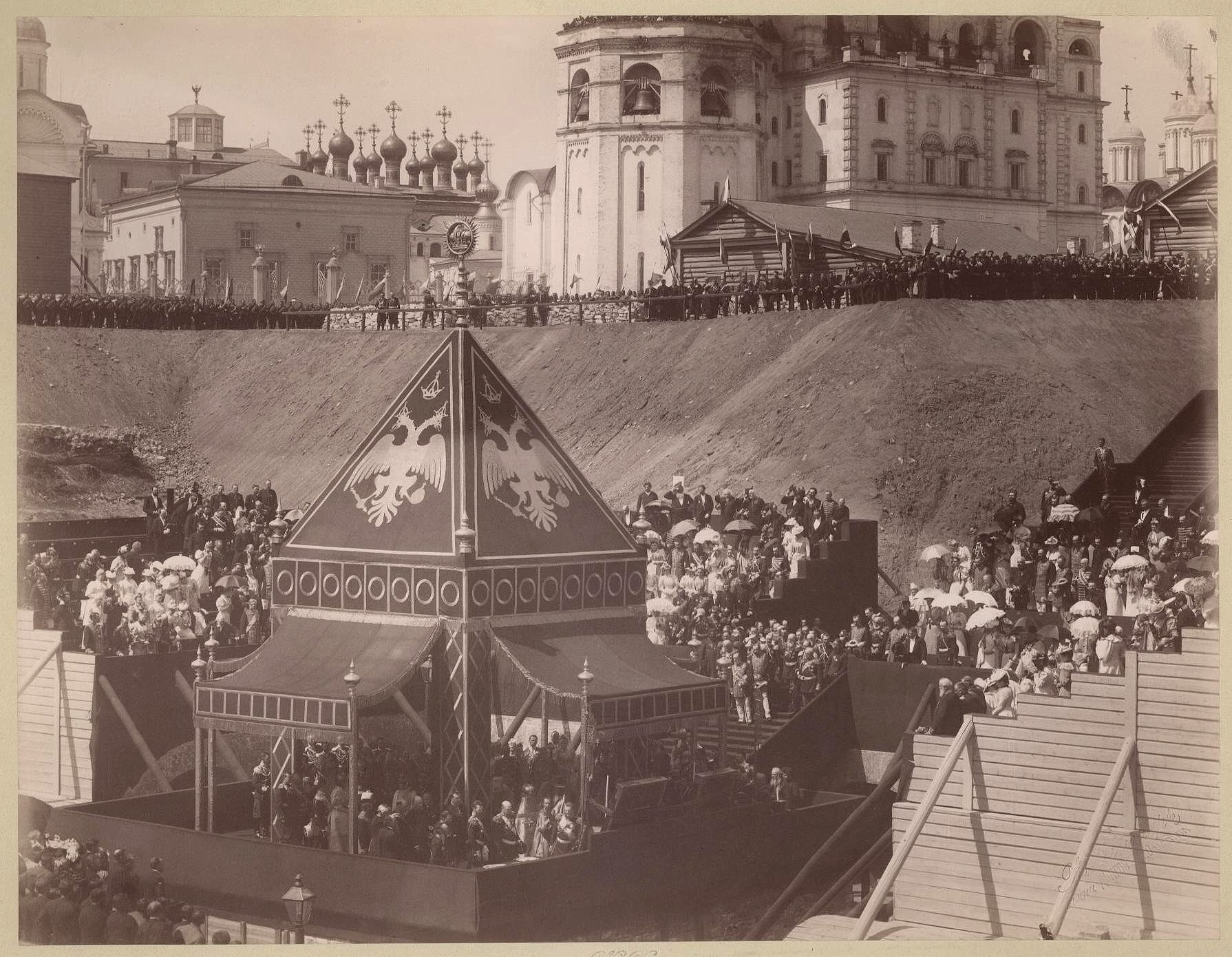
Kremlin. La colocación del monumento a Alejandro II. Mayo de 1893.

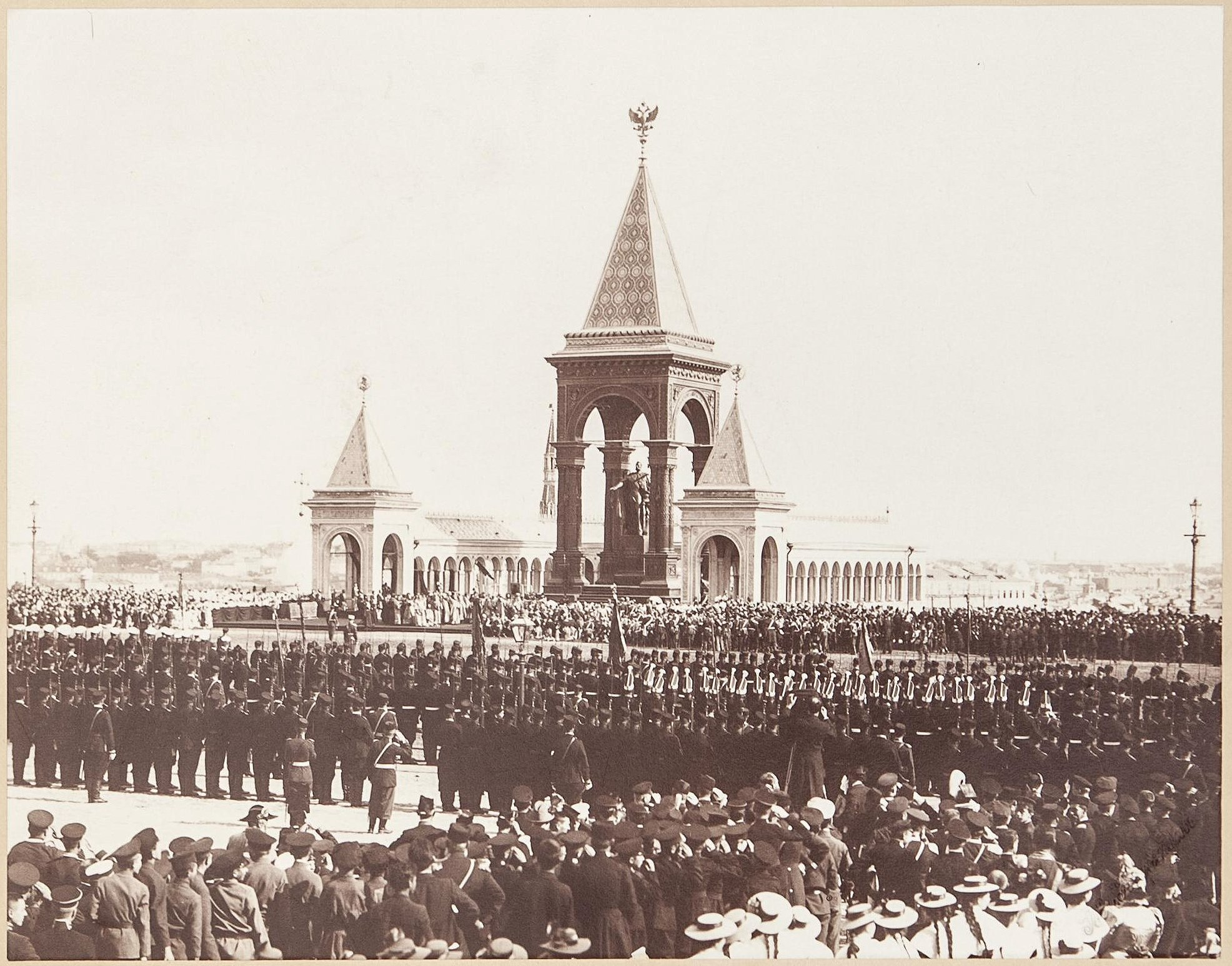
La ceremonia de apertura del monumento en agosto de 1898.

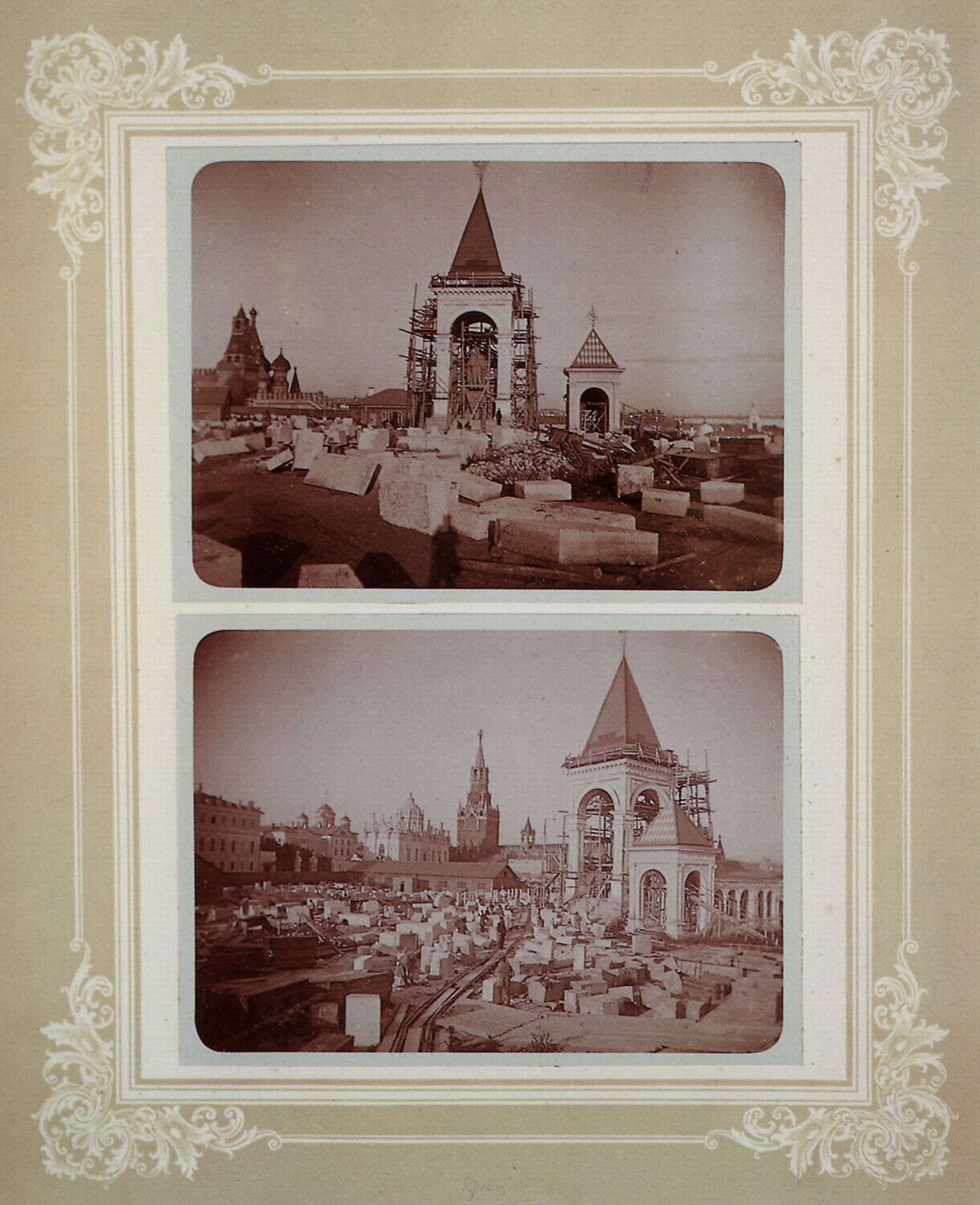
Construcción del monumento, 1895

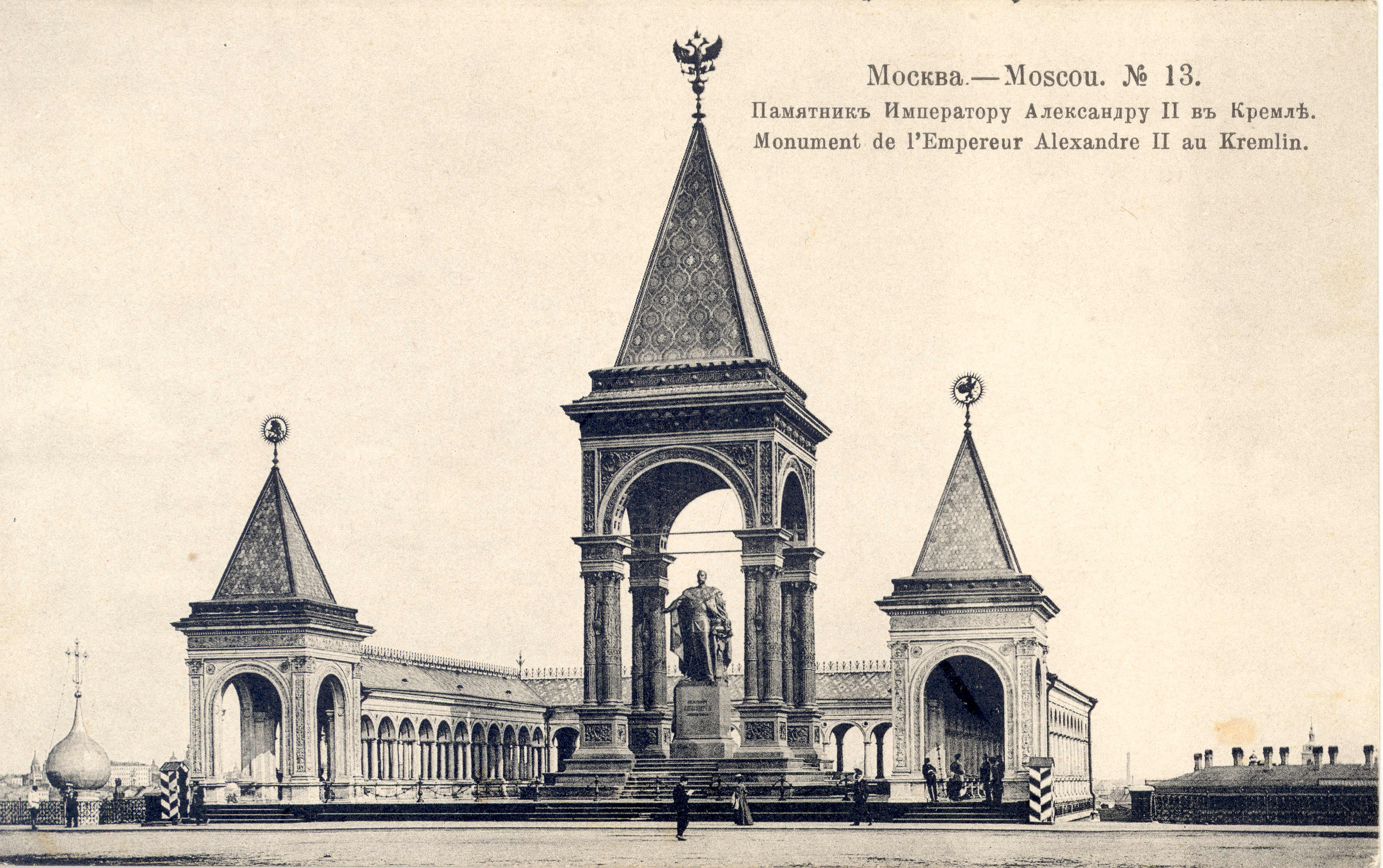
Vista de la fachada del monumento. Postal temprano. Siglo XX

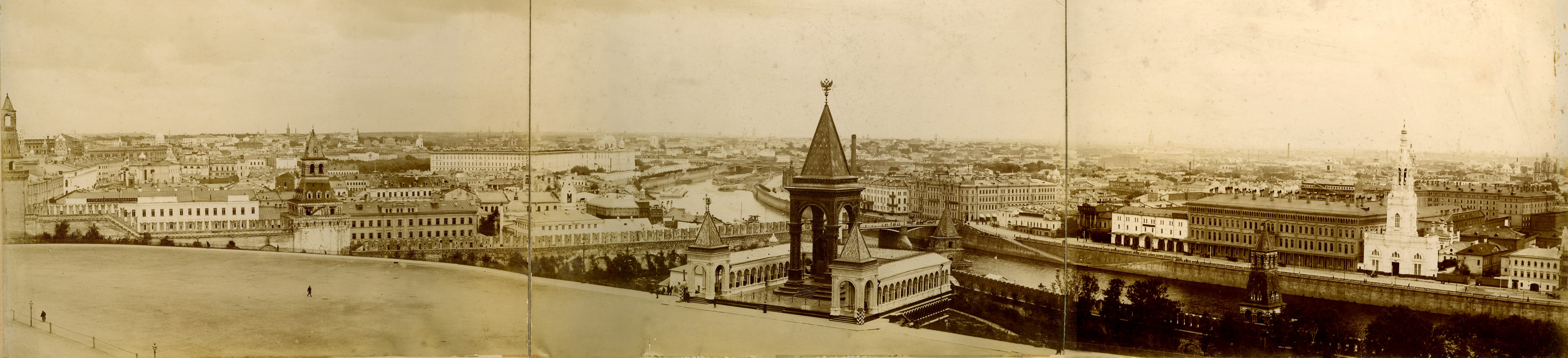
Monumento al panorama del Kremlin, 1900-1901 годы

### Creación
El 8 de marzo de 1881, una semana después del asesinato de Alejandro II, el alcalde de Moscú , Sergei Tretyakov, propuso erigir un monumento en el Kremlin en memoria del autócrata fallecido. Su iniciativa fue apoyada por las vocales del ayuntamiento y el emperador reinante Alejandro III . Se anunció una suscripción para recaudar fondos para la construcción del monumento, según la cual se recibieron 1 millón 762 mil rublos .
De acuerdo con los resultados de tres concursos para el mejor diseño del monumento, el artista Pavel Zhukovsky recibió el pedido, sin embargo, bajo la dirección de Alejandro III, se decidió hacer el monumento al "estilo ruso" e invitar también el arquitecto Nikolai Sultanov . Complementado con una escultura del maestro Opekushin, el emperador aprobó en 1890 el proyecto conjunto de Sultanov y Zhukovsky. En el verano del mismo año se iniciaron los movimientos de tierra preparatorios, que continuaron hasta 1893. Para asegurar la solidez del monumento, su cimiento se erigió sobre una roca continental .
El 14 de mayo de 1893, el monumento se colocó en presencia del emperador y miembros de la familia real. El marcador se hizo en la parte media de la base del monumento. En esta parte, se erigió temporalmente una tienda imperial hecha de tela roja. En sus lados estaban representadas águilas reales al estilo del siglo XVII, y en la parte superior había una corona imperial tallada con un águila. Había 2 sillas para Sus Majestades Imperiales en el rellano. Alrededor de la pista, había alrededor de 540 asientos para los invitados, a los cuales se les emitían boletos solo con personalizados. También se invitó a estudiantes de Moscú. En el lugar preparado sobre el macizo de granito, se hizo un hueco para el tablero hipotecario, así como para las monedas. Además, se prepararon varias piedras pequeñas empotradas nominales (para personas de la familia imperial y para miembros del Comité para la construcción del monumento). El tablero hipotecario dorado medía 10 por 8 vershoks . Una cruz de ocho puntas estaba grabada en su anverso, y debajo de ella había una inscripción:
```
"En el verano, desde el nacimiento de Dios el Verbo de 1893, el día 14 de mayo, bajo el poder del Muy Piadoso Soberano Autocrático Nuestro Gran Emperador Alexander Alexandrovich de toda Rusia, bajo la Esposa de Su Piadosa Emperatriz, la Emperatriz María Theodorovna, bajo el heredero de Su agradecido Soberano y Zar Nicolás Zar Al Beato Soberano Gran Duque Sergio Alexandrovich, Gobernador General de Moscú, este monumento fue colocado a los difuntos en Bose en el verano de 1881, el primer día de marzo, a Nuestra Gran emperador soberano Alexander Nikolaevich de toda Rusia, creado por el apoyo voluntario del pueblo ruso, en el Kremlin de Moscú, según los dibujos y bajo la supervisión del artista Pavel Zhukovsky y el arquitecto Nikolai Sultanov ".
[
4
]
 ( 
adaptado al alfabeto moderno
 )
```

A las 11 de la mañana, el emperador Alejandro III llegó al lugar de la colocación con su esposa y Tsarevich Nicholas. Después del servicio de oración al Salvador y a la Madre de Dios, el emperador con su esposa y familiares se acercaron a la primera piedra y colocaron varias monedas de una bandeja en la base de piedra del monumento. Luego, el sacerdote leyó en voz alta el texto de la pizarra hipotecaria y se lo presentó al emperador. El Emperador lo colocó al pie de un hueco en una piedra fundamental. Luego, tomando un martillo de plata y una espátula, el emperador colocó el mortero preparado y colocó la primera piedra fundamental, golpeándola transversalmente con un martillo. En el mismo momento, sonó la campana en el campanario del Kremlin de Iván el Grande, y luego sonaron las campanas de otras iglesias de Moscú. Sonó un saludo de artillería. En este momento, el resto de los participantes de la ceremonia estaban instalando sus propias piedras fundamentales personalizadas. Después de que se completó la colocación, la familia imperial subió a la plaza Tsarskaya y examinó el modelo de yeso del monumento (8 yardas de alto) colocado allí, los dibujos y los hallazgos arqueológicos en el sitio de construcción. Después de eso, tuvo lugar un desfile militar en la plaza. Después de la partida del emperador, un centinela de la compañía de granaderos de palacio fue asignado al lugar de la colocación.
La construcción del monumento fue supervisada por el arquitecto Vasily Zagorsky . En agosto de 1898, se completaron los trabajos de construcción de la estatua, se desmantelaron los edificios temporales y se erigió una plataforma decorada con flores frente al monumento. La gran inauguración del monumento en presencia de representantes de todas las clases tuvo lugar el 16 de agosto de 1898 . A las ocho de la mañana sonaron cinco disparos de cañón desde la torre Taynitskaya. La ceremonia inaugural comenzó a las dos de la tarde con la procesión desde el Monasterio de Chudov . Después de que el metropolitano de Moscú Vladimir sirviera un servicio de oración, tocaron la " Marcha Preobrazhensky " y dispararon 360 cañones. La ceremonia se cerró con un desfile de tropas comandado por el emperador Nicolás II .
El periódico (Moskovskiye Vedomosti) informó que el monumento era popular entre los moscovitas:
Ya ha pasado más de un mes desde el día de la inauguración del memorial del Imperador Alexander ll, y en vez ver cada día a su lado los mismos instrumentos de cuerda, multitudes de personas.
Instructivamente vigilar el estado de ánimo de la multitud. Esa no es una forma de vigilar tan fácil, el público pasa lentamente, con cierta bendición, la conversación pasa en un todono de fondo[7].

### Liquidación
El plan de Lenin para la propaganda monumental, adoptado después de la Revolución de Octubre, preveía la demolición de monumentos al régimen zarista. El decreto del Consejo de Comisarios del Pueblo de la RSFSR " Sobre los Monumentos de la República " del 12 de abril de 1918 decidió reemplazarlos por estatuas en honor a los líderes de la revolución. La escultura de Alejandro II se considera uno de los primeros monumentos destruidos en esta campaña. Según el jefe del Consejo de Comisarios del Pueblo Vladimir Bonch-Bruevich, el primer presidente del Consejo de Comisarios del Pueblo de la RSFSR Vladimir Lenin planeó erigir un monumento al escritor León Tolstoi en el sitio del monumento:
- ¿Dónde excomulgaron a Tolstoi de la iglesia?
-Me pregunto el [Lenin] a mi.
- en
- En la catedral de la Asunción…
- Eso es bueno, el más adecuado y
es hora de quitarlo[El Memorial] , y 
poner una buena estatua de León
Tolstoi, frente a la catedral de Uspensky.
Será sólo  por cierto.
El desmantelamiento de la estatua de bronce de Alejandro II comenzó en junio de 1918 . El crítico de arte Nikolai Okunev describió este evento en su diario:
Vio en el cine
"Retiro del monumento a Alejandro
Segundo». ¡Es un espectáculo duro! Como
como si cortaran en pedazos a los vivos
el hombre y dicen: "Mira esto, cómo
se hace y aprende". Falta
otra demostración en la pantalla
fusilamientos. Cabe señalar que esta
imagen es de una serie de imágenes de capturas de instituciones educativas culturales gubernamentales
La demolición final del monumento se completó en 1928. En 1967, en el lugar del monumento destruido, se erigió una estatua de Lenin, que tras el colapso de la URSS fue trasladada al Museo-Reserva Leninskiye Gorki  .

## Rasgos artísticos

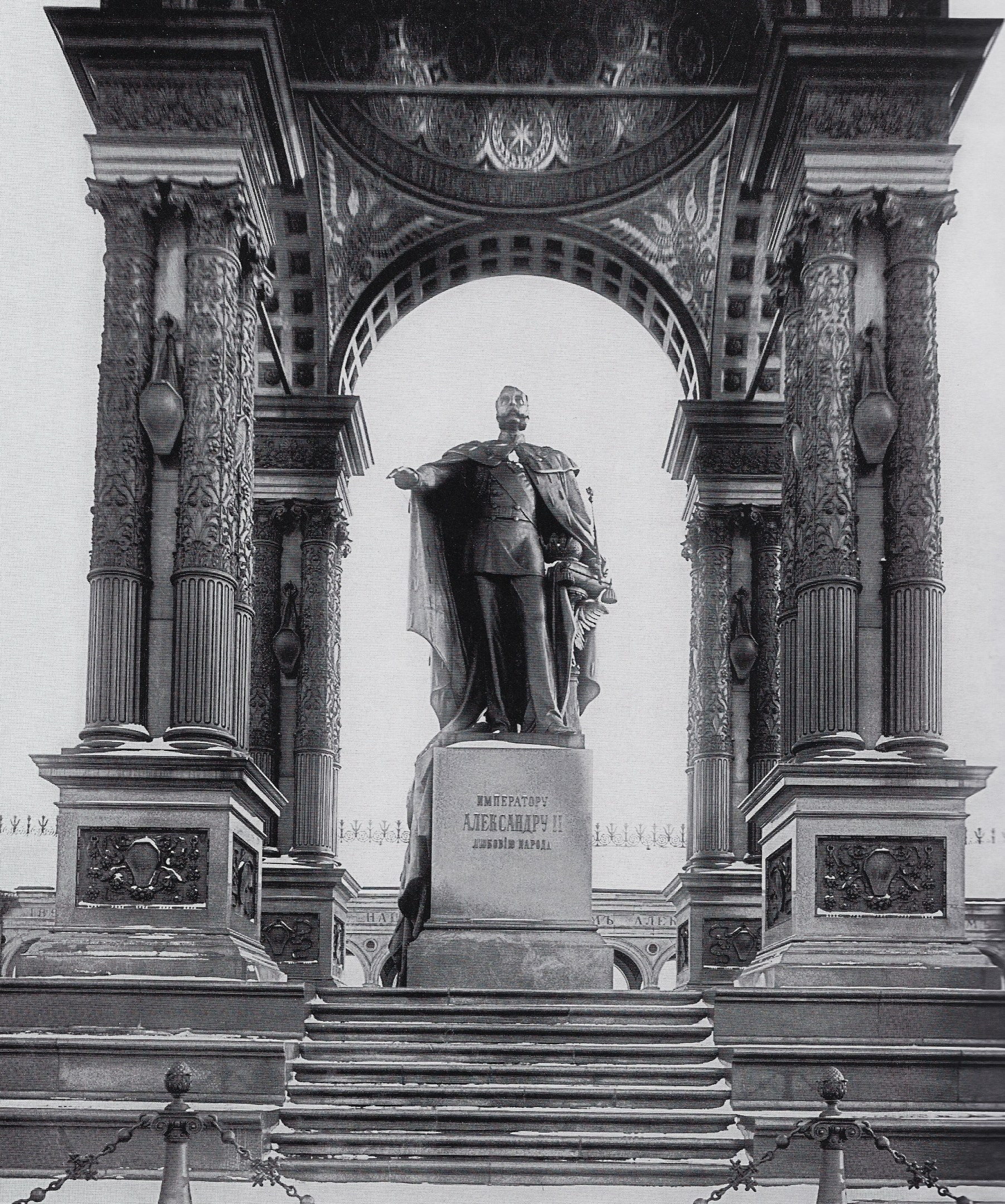
Monumento a Alejandro II. 1900

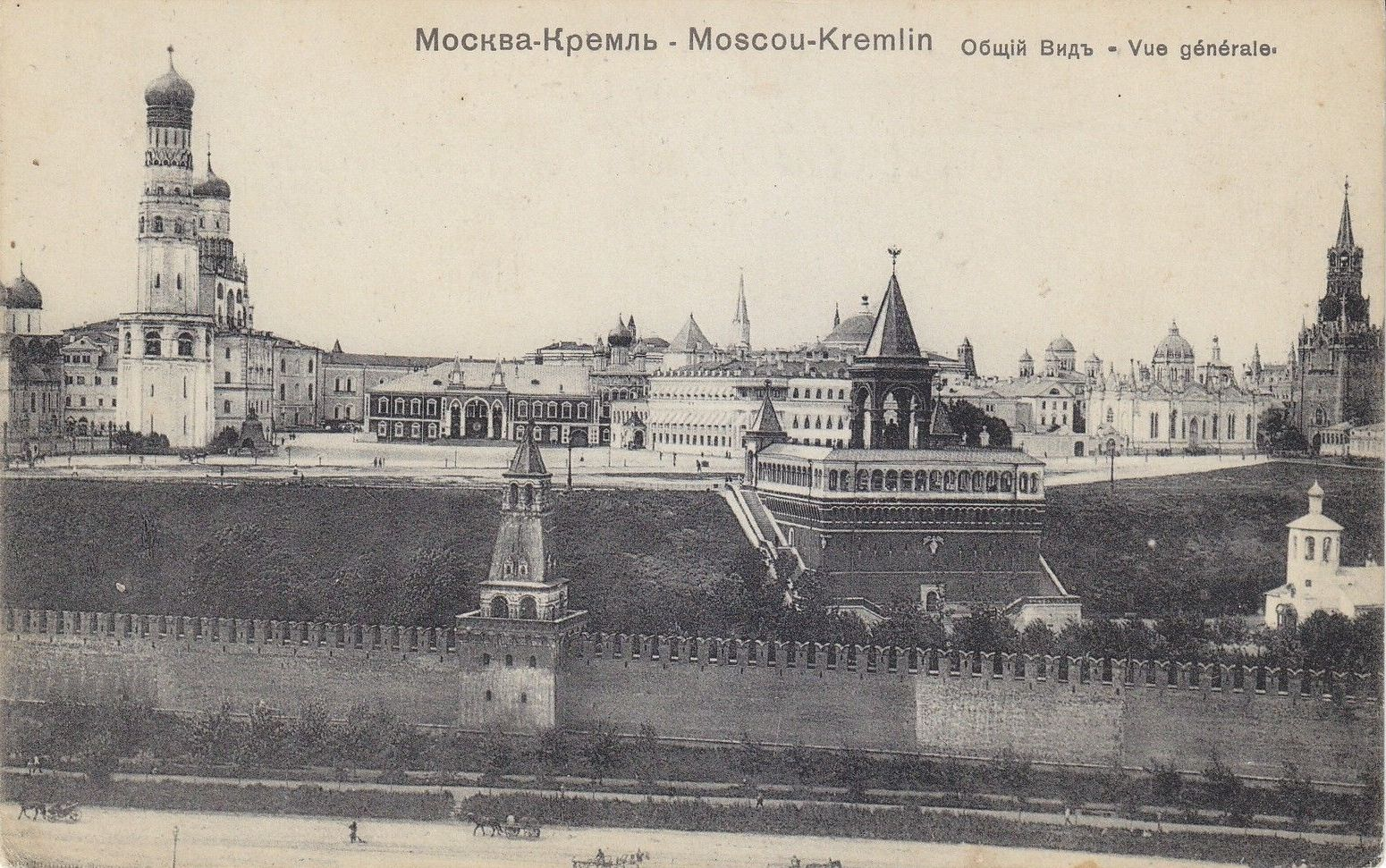
Vista del monumento desde el río. 1900

El monumento de estilo ruso era un complejo conmemorativo que constaba de una estatua de bronce de seis metros de Alejandro II, un dosel de tienda encima y un edificio de tres pisos con una galería que. La escultura se instaló en un pedestal rectangular y representaba al emperador, de pie con uniforme de general, en pórfido y con un cetro . En el pedestal estaban los nombres de Nicolás II, el gran duque Sergei Alexandrovich, su esposa Elizaveta Fedorovna y la inscripción "Al emperador Alejandro II al amor del pueblo"  . El dosel de la tienda sobre cuatro pilares estaba revestido con granito finlandés de color rosa oscuro, su techo estaba decorado con láminas de bronce dorado , rellenas de esmalte verde oscuro y un águila bicéfala . La crónica de la vida del zar se colocó en la cúpula del . En tres lados, la estatua estaba rodeada por una galería arqueada, cuyas bóvedas se elevaban  . Las bóvedas también albergaban 33 retratos en mosaico de gobernantes rusos, desde Vladimir hasta Nicolás I. Los mosaicos se hicieron en Venecia según los bocetos de Zhukovsky. En el friso de la columnata había una inscripción: “Construida con el apoyo voluntario del pueblo ruso”  . En las paredes de la galería estaban los escudos de armas de todos los principados y tierras que Rusia había poseído alguna vez.

La apariencia del monumento provocó críticas mixtas de sus contemporáneos. El conde Alexei Ignatiev, que se puso al servicio de los bolcheviques, que participó en la ceremonia de apertura del monumento, indicó en sus memorias que en la víspera de la inauguración, alguien dejó la siguiente inscripción en la valla contigua:
Loco constructor sin talento
elegido el plan del Rey el Libertador
de ponerlo en kegelban [13].
En una de las guías reales Memorial
que se describe así:
... el monumento en sí no produce
impresión artística. En él
sólo la figura del emperador es buena
< ... > El toldo sobre ella y la galería < ... > - de
material muy caro, con masa
dorados, ya empañados, y
mosaico veneciano-insípido y
privados de cualquier
contenido ideológico. Es un monumento a una identidad, y no a un hacedor.

## Numismática y falerística

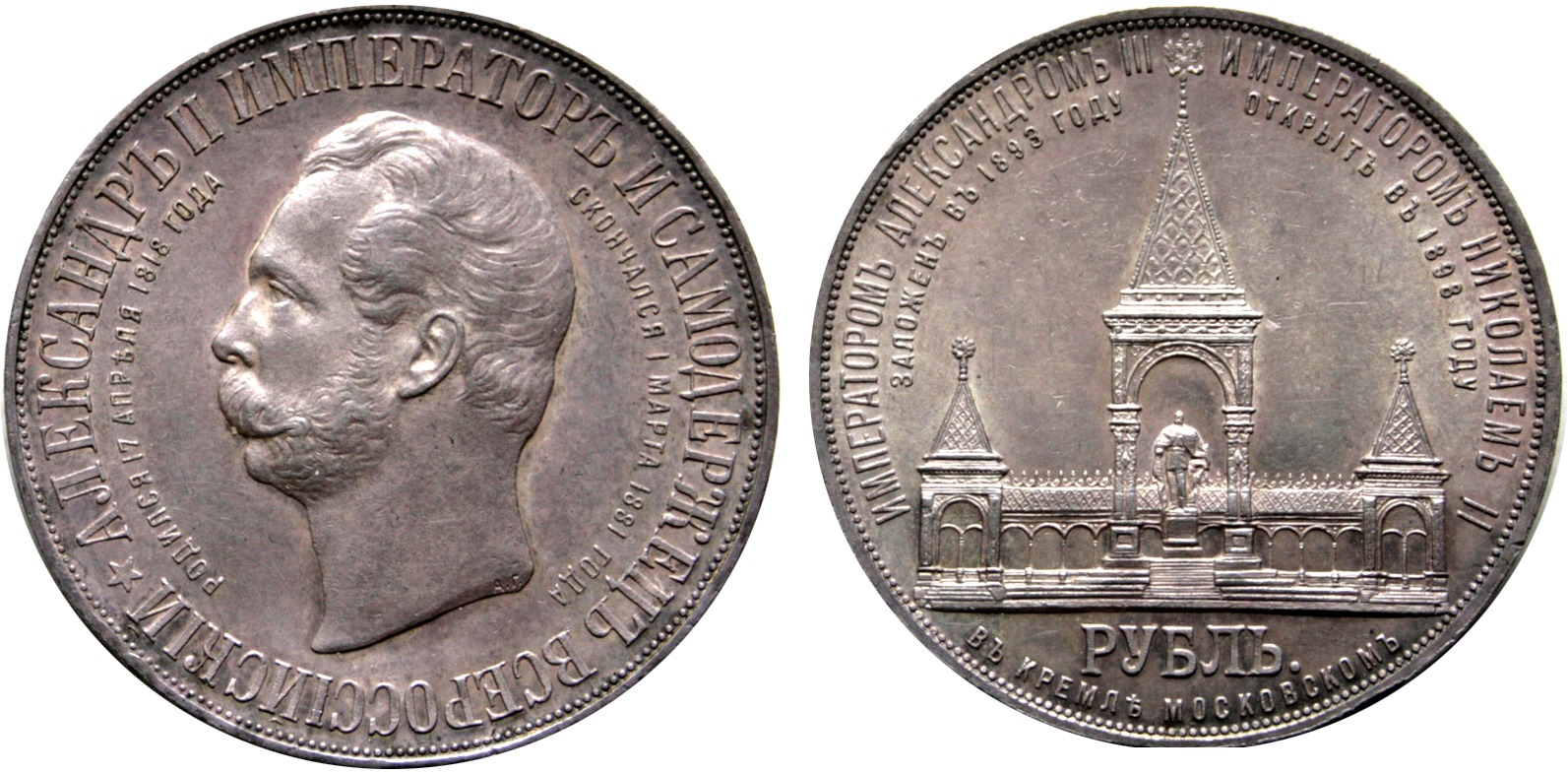
Rublo de plata de 1898 en honor a la inauguración del monumento a Alejandro II.

- En conmemoración de la apertura del monumento, Nicolás II firmó un decreto según el cual el derecho a usar medallas establecido en relación con la reforma campesina se convirtió en hereditario: los descendientes directos mayores de los destinatarios, exclusivamente en la línea masculina, recibieron el derecho a llevar estas medallas como propias. Si no había herederos directos, la medalla debía permanecer almacenada con otros descendientes de estas personas. Así, se complementó el procedimiento para llevar las siguientes medallas: " Por las labores para liberar a los campesinos ", " Por las labores de organización de los campesinos del aparato ", " Por las labores de organización de los campesinos en el Reino de Polonia "," Por las labores de organización de la población militar-industrial ".[9]
- En memoria de la inauguración del monumento, también se acuñaron una medalla de mesa especial, una ficha y un rublo con una tirada de 5000 ejemplares[10] .

## Literatura
- Гнилорыбов П. А. Москва в эпоху реформ. От отмены крепостного права до Первой мировой войны — М.: Эксмо, 2017. — ISBN 978-5-699-92281-9
- Горбатюк Д. А. «Русский» стиль и возрождение национальных традиций в культуре России в конце XIX — начале XX веков. — М., 1997. — 168 с.
- Киприянов В. А. О памятнике в бозе почившему государю императору Александру II в Московском Кремле. — М.: тип. Э. Лисснер и Ю. Роман, 1881. — 10 с.
- Московский журнал. — М., 1996. — Т. 1.
- Романюк С. К. Москва. Утраты. — М.: Московский фонд культуры ПТО «Центр», 1992. — 336 с. — ISBN 5-87667-001-4.
- Романюк С. К. Сердце Москвы. От Кремля до Белого города. — М.: Центрполиграф, 2013. — 912 с. — ISBN 978-5-227-04778-6.
- Смирнов В. П. Описаніе русскихъ медалей. — М.: тип. Э. Лисснер и Ю. Роман, 1908. — Т. 1148. — 746 с.
- Шмидт С. О. Москва. Энциклопедия. — М.: Большая российская энциклопедия, 1997. — 978 с.
- Юдаков И. Ю. Московский Кремль. Красная площадь: Путеводитель. — М.: Вече, 2007. — 208 с. — ISBN 978-5-9533-2395-6.

## Enlaces
- Памятник Александру II в фильме «Москва в снежном убранстве», 1908 год en YouTube.

- Datos: Q3323320
- Multimedia: Monument to Alexander II of Russia (Moscow) / Q3323320